# Бакумовка (Барышевский район)
Бакумовка (укр. Бакумівка, с 1917 по 2016 г. — Червоноармейское) — село, входит в Барышевский район Киевской области Украины.

## Население
Население по переписи 2001 года составляло 46 человек. На 1 января 2020 года население села составляло 37 человек.

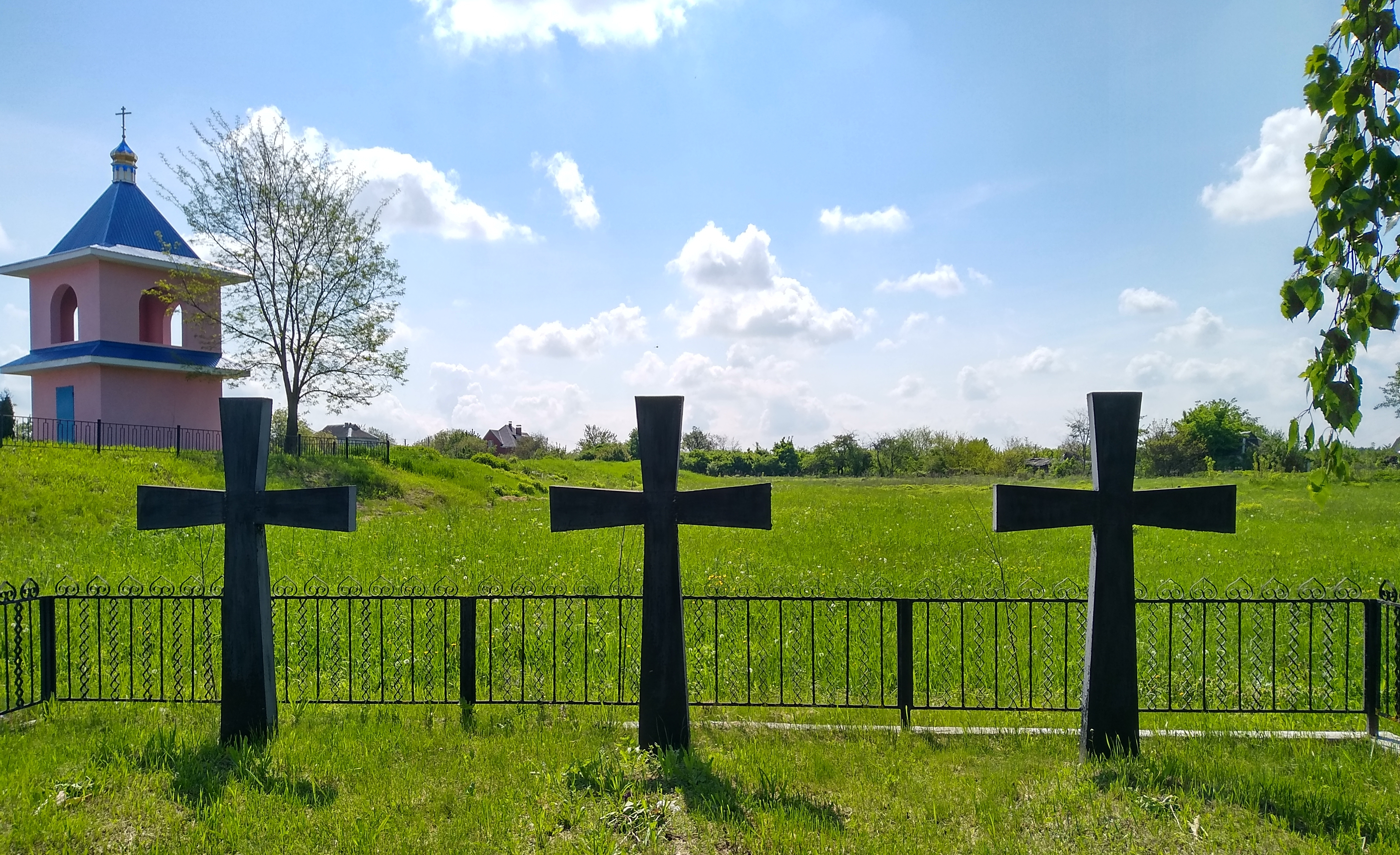
Могилы немецких солдат рядом с церковью в с. Бакумовка

## История
Бакумовка была образована в 1667 году полковником Родионом Дмитрашко изначально поселившемся в Барышевке однако позже создавшем собственный хутор расположившийся между реками Березенка и Сухоберезиция и назвал его Бакумовка. . позже поместье было обнесено валом. А в 1690 годах  была построена церковь сохранявшаяся до конца XIX века.
На 1905 было приписано к Ильинской церкви в Паришкове
Село указано на специальной карте Западной части России Шуберта 1826-1840 годов 
С 1917 года по 4 февраля 2016 годы село имело название Красноармейское, после чего ему было возвращено прежнее название.
- 2016 — Верховная Рада вернула селу Червоноармейское историческое название Бакумовка[8].

## Местный совет
07522, Киевская обл., Барышевский р-н, c. Парышков, ул. Голосеевская, 22, тел. (04576) 3-23-36

## Коды
Почтовый индекс — 07522. Телефонный код — 4576. Занимает площадь 1,1 км². Код КОАТУУ — 3220285703.